# Чемпионат России по регби 2003
Чемпионат России по регби 2003 года проводился с 27 апреля по 25 октября. Чемпионом во второй раз стал клуб «ВВА-Подмосковье».

## Формат турнира
Турнир по схеме с предварительным этапом из трёх региональных групп: «Запад I» (4 команды), «Запад II» (4 команды) и «Восток» (5 команд). 3 команды с «Востока» и 3 с обеих «западных» групп попали в Суперлигу — двухкруговой турнир с сохранением результатов предварительного.

## Участники
| Зона «Восток»             |
| ------------------------- |
| «Енисей-СТМ» (Красноярск) |
| «Красный Яр» (Красноярск) |
| «Смена» (Новокузнецк)     |
| «Атом» (Железногорск)     |
| Сборная Казахстана        |

| Зона «Запад I»             |
| -------------------------- |
| «ВВА-Подмосковье» (Монино) |
| «Империя-Динамо» (Пенза)   |
| МАИ (Москва)               |
| «Радуга» (Таганрог)        |
| «Эмпилс» (Ростов-на-Дону)  |

| Зона «Запад II»                      |
| ------------------------------------ |
| «Слава» (Москва)                     |
| «Фили» (Москва)                      |
| МГУС Москва)                         |
| «Золотой Овал» (Пенза)               |
| «Нарвская застава» (Санкт-Петербург) |

## Регулярный чемпионат
| М | Команда         | И  | В  | Н | П  | Р/О     | О  |
| - | --------------- | -- | -- | - | -- | ------- | -- |
|   | ВВА-Подмосковье | 20 | 17 | 1 | 2  | 675-218 | 37 |
|   | Енисей-СТМ      | 20 | 16 | 1 | 3  | 576-190 | 34 |
|   | Красный Яр      | 20 | 13 | 1 | 6  | 532-308 | 30 |
| 4 | Пенза           | 20 | 8  | 1 | 11 | 380-392 | 22 |
| 5 | Слава           | 20 | 4  | 0 | 16 | 331-628 | 16 |
| 6 | Смена           | 20 | 0  | 0 | 20 | 175-933 | 10 |